# Harada Koki
Harada Koki (sinh ngày 6 tháng 8 năm 2000) là một cầu thủ bóng đá người Nhật Bản.

## Sự nghiệp câu lạc bộ
Harada Koki hiện đang chơi cho Kawasaki Frontale.